# Charles-François Becquet
Pour les articles homonymes, voir Becquet.
Ne pas confondre avec Charles Becquet (homme politique)
Charles-François Becquet, né le 23 avril 1712 à Douai et mort le 1er juillet 1765 à Sèvres, est un peintre sur porcelaine français.

## Biographie
Peintre de fleurs, Charles-François Becquet exerce ses talents à la Manufacture de Vincennes de 1748 à 1765, avec une interruption en 1752 durant laquelle il rejoint Jacques Chapelle à la Manufacture de Sceaux. Becquet suit le déménagement de Vincennes à Sèvres en 1756 et continue à peindre des fleurs. Il est certainement présent lorsque le roi Louis XV visite la Manufacture en 1757.

## Œuvres dans les collections publiques
- Vincennes, hôtel de ville : Service à thé, 1755, tasse et sa soucoupe, porcelaine tendre, moulée, peinte, couleur céramique petit feu, tasse : 6 × 7,2 cm, soucoupe : 14,5 cm, marque « LL » entrelacés avec un « C » au milieu (revers de la tasse peint en bleu ; marque : un verre à pied peint en bleu au revers de la tasse), objets classés aux monuments historiques le 19 juillet 2000.